# Busia, Uganda
Busia  este un oraș  în  Uganda, situat pe granița cu Kenya, față în față cu orașul omonim din țara vecină. Este reședinta  districtului Busia.